# Eccidio del monte Tancia
L'eccidio del monte Tancia avvenne il 7 aprile 1944 nelle frazioni di Sant’Angelo del Tancia e Gallo nel comune di Monte San Giovanni in Sabina in provincia di Rieti nel Lazio.

## Storia
Sul monte Tancia il 7 aprile 1944 furono uccise dalla ferocia nazifascista 18 persone civili, tra cui anche donne e bambini, tirati in aria e usati come tiro a bersaglio, incendiate le case, uccisi animali domestici, durante un rastrellamento ordinato da Albert Kesselring comando supremo del sud al Bunker Soratte, pianificato dal capo della RSI fascista di Rieti Ermanno Di Marciano ed eseguito dal 1. battaglione del 20. reggimento SS-Polizei comandato dallo Sturmbannführer Werner Wilcke facente parte del gruppo di combattimento «Schanze», con l'appoggio dei fascisti della GNR della 116. legione di Rieti dietro delazione locale. L'eccidio avvenne la sera del 7 aprile 1944 successivamente alla battaglia partigiana dell'Arcucciola nel comune di Salisano, dove caddero in combattimento dopo una valorosa resistenza 6 partigiani per consentire la ritirata dei propri compagni.
Elenco delle vittime civli decedute:
- 1. Bonacasata Aldo, nato a Monte San Giovanni in Sabina nel 1938, figlio di Pasqua Valentini, residente nella frazione di Sant’Angelo del Tancia.
- 2. Bonacasata Angelo, nato a Monte San Giovanni in Sabina nel 1934, figlio di Pasqua Valentini, residente nella frazione di Sant’Angelo del Tancia.
- 3. Bonacasata Arnesina, nata a Monte San Giovanni in Sabina nel 1942, figlia di Pasqua Valentini, residente nella frazione di Sant’Angelo del Tancia.
- 4. Bonacasata Rosa, di 37 anni, moglie di Paolo Valentini, residente nella frazione di Sant’Angelo del Tancia, contadina.
- 5. Capparella Barbara, nata il 25/08/1888, residente nella frazione di Sant’Angelo del Tancia, contadina.
- 6. Capparella Ersilio, nato il 23/10/1940, figlio di Zefferina Mei, residente nella frazione di Sant’Angelo del Tancia.
- 7. Capparella Gelsomina, di 37 anni, figlia di Domenica Carlucci, residente nella frazione di Sant’Angelo del Tancia, contadina. Incinta.
- 8. Capparella Vincenza, nata il 16/01/1925, figlia di Zefferina Mei, residente nella frazione di Sant’Angelo del Tancia, contadina.
- 9. Carlucci Domenica, di 55 anni, moglie di Eugenio Capparella, residente nella di frazione Sant’Angelo del Tancia, contadina.
- 10. Mei Orazio, nato a Monte San Giovanni in Sabina il 02/11/1870, residente nella frazione Gallo, coniugato, agricoltore.
- 11. Mei Vincenzo, nato a Monte San Giovanni in Sabina il 28/12/1873, residente nella frazione Gallo, coniugato, agricoltore.
- 12. Mei Zefferina, nata il 14/03/1902, moglie di Odoardo Capparella, residente nella frazione di Sant’Angelo del Tancia, contadina.
- 13. Radini Francesco, nato a Monte San Giovanni in Sabina l’08/02/1868, residente in frazione Gallo, coniugato, agricoltore.
- 14. Valentini Dina, di 11 anni, figlia di Rosa Bonacasata, residente nella frazione di Sant’Angelo del Tancia.
- 15. Valentini Domenico, di 6 anni, figlio di Rosa Bonacasata, residente nella frazione di Sant’Angelo del Tancia.
- 16. Valentini Nello, di 3 anni, figlio di Rosa Bonacasata, residente nella frazione di Sant’Angelo del Tancia.
- 17. Valentini Pasqua, nata il 07/04/1909, residente nella frazione di Sant’Angelo del Tancia, moglie di Giuseppe Bonacasata, contadina.
- 18. Valentini Vincenzo, di 78 anni, residente nella frazione di Sant’Angelo del Tancia, contadino.[12][13]

Partigiani uccisi in combattimento
- 1. Bruni Bruno, nato a Roma il 25/08/1923.
- 2. Bruni Franco, nato a Roma il 03/02/1926.
- 3. Del Bufalo Domenico, nato a Poggio Mirteto (RI) il 21/12/1924.
- 4. Di Battista Alberto, nato a Roma il 07/05/1922.
- 5. Donati Giacomo, nato a Sant’Elia (VT) nel 1908.
- 6. Sangalli Giordano, nato a Roma il 07/02/1927.[14]

## Monumento in ricordo dell’Eccidio del Monte Tancia
La pietra è collocata in un’area verde recintata sul Monte Tancia che consente, in una visione d’insieme, di cogliere gli elementi costitutivi del monumento: due grandi lastre di marmo e un cippo. L’attenzione viene immediatamente rapita da quest’ultimo che è posto al limite di una scalinata che accompagna il visitatore dall’apertura principale, protetta da un cancello, sino alla pietra centrale. In posizione rialzata, rispetto al resto, tra alti pini e cipressi, su uno sfondo azzurro cielo, si erge il cippo, collocato su un basamento e sormontato da una croce. Su di esso è allocata una lastra incisa che invita al ricordo di quel terribile Venerdì Santo del 7 aprile del ’44, quando a perdere la vita in quel lembo di territorio del comune di Monte San Giovanni, furono soprattutto civili, in massima parte donne e bambini. Ai lati del cancello, sono posizionate due lastre, l’una a destra che riporta la data della sua collocazione, il 25 settembre 2010, da chi è stata collocata, ovvero l’amministrazione comunale di Monte San Giovanni in Sabina e un messaggio che invita a fermarsi, a riflettere e pregare nel rispetto di coloro che vennero lì trucidati “dalla peggior ferocia dell’uomo”. La lastra di sinistra, risulta, invece, collocata più tardi rispetto all’altra precedentemente descritta e precisamente il 7 aprile 2011, ad opera dell’amministrazione comunale di Monte San Giovanni in Sabina e della Comunità Montana V zona. L’iscrizione ricorda la Medaglia d’argento al valor civile, conferita il 25 settembre 2010 al Comune di Monte San Giovanni per l’eccidio del 7 aprile 1944.
Pietra censita anche dal Liceo Rocci Passo Corese in occasione del Concorso Esploratori della Memoria Anno scolastico 2021 – 2022.
Iscrizioni
Lapide di sinistra, rispetto al cancello d'ingresso:
MEDAGLIA D'ARGENTO AL VALOR CIVILE PER L'ECCIDIO DEL 7-4-1944 CONFERITA IL 25-9-2010
L'AMMINISTRAZIONE COMUNALE
LA COMUNITA' MONTANA V ZONA
7-4-2011»
Lapide di destra, rispetto al cancello d'ingresso:
GIOVANE, FERMATI, RIFLETTI E PREGA
NEL RISPETTO DI COLORO CHE VENNERO QUI TRUCIDATI DALLA PEGGIORE FEROCIA DELL'UOMO
L'AMMINISTRAZIONE COMUNALE 25-9-2010»
Lapide del monumento, frontale:
IL DOLCE SILENZIO DI QUESTA PLAGA MONTANA
FU INFRANTO
INSIEME ALLA VITA DI VECCHI DONNE E BAMBINI
DALLA MITRAGLIA TEUTONICA
ECO SINISTRA DELLA STRAGE
RIPERCOSSA FRA QUESTE STORICHE RUPI
CHE LA PRECOCE PRIMAVERA ITALICA
GIA' AMMANTAVA
DEI PRIMI FRAGRANDI (sic) SIMBOLI D'AMORE
DI TENEBROSA BARBARIE
ITALIANI DI TUTTI I SECOLI RICORDATE»
Sul retro del monumento, due lastre riportano i nomi delle vittime:
ALDO ANNI 6
ARNESINA 2
ROSA 37
ANGELO 9
CAPPARELLA
GELSOMINA 37
CARLUCCI
DOMENICA 86
MEI VINCENZO 70
MEI ORAZIO
ARISTIDE 73
RATINI
FRANCESCO 76»
a destra:
CAPPARELLA
BARBARA 55
VINCENZA 19
ERSILIO 3
VALENTINI
DINA 11
DOMENICO 6
NELLO 3
VINCENZO 78
PASQUA 55»

## Museo diffuso della Resistenza
Questo luogo, estremamente suggestivo, costituisce la Tappa 5 del Museo diffuso della Resistenza, progetto finanziato dalla Regione Lazio, nell’ambito dell’Avviso pubblico “Settant’anni dopo, la memoria della seconda Guerra mondiale nella Regione Lazio” che ha visto protagonista il Comune di Poggio Mirteto in partnership con la Fondazione Nenni, l’ANPI sezione "Mario Dottori " e l’Associazione Amici del Museo.
"Il Museo diffuso è un invito a mettersi in cammino sui sentieri calpestati dai partigiani durante la Resistenza. Un tuffo nella memoria della storia dell’antifascismo in un territorio teatro di feroci rappresaglie nazifasciste; un'esperienza unica alla scoperta dello splendido scenario della Valle del Tevere, da vivere lentamente, passo dopo passo, a piedi o in bici."
Sono stati piantati alberi, ciascuno per ogni vittima, il cui nome è riportato su una targhetta posta sul tronco dell'albero.

## Eventi
Dal 1980 si svolge la Maratona del Partigiano da piazza Martiri della Libertà a Poggio Mirteto alla località Arcucciola nel comune di Salisano, sul Monte Tancia.